# Constitución de Luxemburgo
La Constitución del Gran Ducado de Luxemburgo es la carta fundamental del país. Se adoptó la constitución actual el 17 de octubre de 1868.
Si bien la Constitución de 1868 marcó un cambio radical en el sistema constitucional de Luxemburgo, resulta ser una modificación de la constitución original. Esa constitución original fue promulgada el 12 de octubre de 1841, entró en vigor el 1 de enero de 1842, y fue modificada de forma radical el 20 de marzo de 1848, y de nuevo el 27 de noviembre de 1856.

## Lista de modificaciones
- 15 de mayo de 1919 - La soberanía nacional fue transferida del monarca a la nación (Art. N°32). Los poderes del monarca para comandar las fuerzas armadas y para firmar tratados fueron reafirmados, a condición de que el tratado no era secreto y que la Cámara de Diputados ratificó el artículo N°37. Todos los cambios en el territorio de Luxemburgo tuvieron que ser ratificado por la ley (Art. N°37).
- 28 de abril de 1948 - El Gran Ducado se definió como un "Estado independiente, libre e indivisible" (Art. N°1).
- 6 de mayo de 1948 - La regulación del uso de la lengua en los asuntos legales y judiciales llegó a ser sancionada por la ley, para igualar el trato entre el francés y el alemán (Art. N°29).
- 15 de mayo de 1948 - El sufragio estaba restringido a los luxemburgueses que viven en Luxemburgo, mayores de 21 años y en posesión de sus derechos políticos plenos, mientras que no se exige a los candidatos mayores de 25 años de edad (Art. N°52).
- 21 de mayo de 1948
- 27 de julio de 1956
- 25 de octubre de 1956
- 27 de enero de 1972
- 13 de junio de 1979
- 25 de noviembre de 1983
- 20 de diciembre de 1988
- 31 de marzo de 1989
- 20 de abril de 1989
- 13 de junio de 1989
- 16 de junio de 1989
- 19 de junio de 1989
- 23 de diciembre de 1994
- 12 de julio de 1996
- 12 de enero de 1998
- 29 de abril de 1999
- 2 de junio de 1999
- 8 de agosto de 2000
- 18 de febrero de 2003
- 19 de diciembre de 2003
- 26 de mayo de 2004
- 19 de noviembre de 2004
- 21 de junio de 2005
- 1 de junio de 2006
- 13 de julio de 2006
- 29 de marzo de 2007
- 24 de octubre de 2007
- 31 de marzo de 2008
- 23 de octubre de 2008
- 12 de marzo de 2009